# Partidul Socialist din Bengalul de Vest

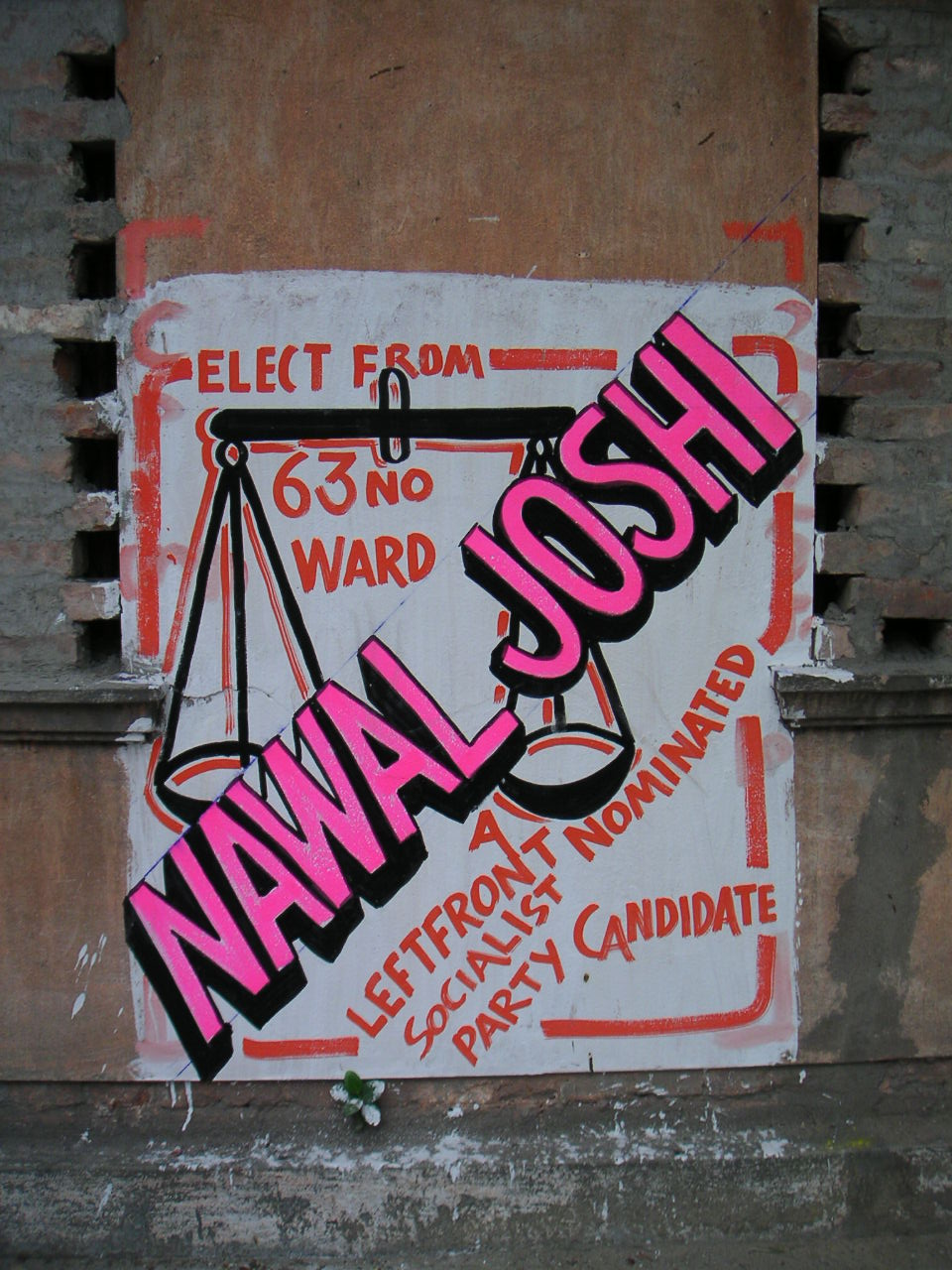

West Bengal Socialist Party este un partid politic socialist din India.